# Wartenberg (Hessen)
Wartenberg település Németországban, Hessen tartományban. Lakosainak száma 3874 fő (2023. december 31.). Wartenberg Bad Salzschlirf községgel határos.

## Népesség
A település népességének változása:
| Lakosok száma | 3904 | 3884 | 3867 | 3876 | 3874 |
|               | 2017 | 2019 | 2021 | 2022 | 2023 |